# いつでもこの世は大霊界!
『いつでもこの世は大霊界！』（いつでもこのよはだいれいかい！）は、1991年に学研レモン文庫から刊行された森奈津子による日本のライトノベル。イラストは飯坂友佳子が担当。全1巻。

## 概要
森奈津子がデビューしてから2作目の作品。「花園学園シリーズ」の1作目。花園学園中等部を舞台とした「お嬢さまシリーズ」とは世界観が共通しており、こちらは高等部が舞台となっている。この作品で初登場したキャラクターの多くが、お嬢さまシリーズにも脇役として登場している。
著者はホラー映画やホラー漫画など自体は好んでいないが、そのような作品に登場する「こわがりぶりを発揮してくれるヒロイン」のことは好きであるため、そんなヒロインを主人公にそえようと本作を書いたという。本作は学園七不思議を題材としてはいるが、怪奇現象を扱った作品ではなく、ホラー要素はまったくない。しかし、タイトルからホラー小説と勘違いした読者が出たという。

## ストーリー
木谷留美子は、私立花園学園高等部の一年生。親友の飯田真弓に連れられるままに新聞部に入部してしまった留美子は、大のこわがりであるにもかかわらず、新聞の特集として花園学園七不思議の調査をすることになってしまう。
新聞部部長の川村武はなにやら映画研究会の岩田や志村と対立しているようであったり、同じく副部長の犬神一太郎は留美子が怯えてしまうほど不気味な雰囲気を放つ人物であったり、留美子は新聞部で起こる様々な出来事に右往左往してばかり。
七不思議を調査する中で、留美子は七不思議よりもよほど不思議なことを知らされる。それは、一太郎の出身中学の卒業アルバムや名簿には、一太郎の記録が残っていないということであった。まるで一太郎が本当は高校入学以前は存在していないかのようだった。不気味な一太郎は本当にお化けの類ではないかという仮説まで立てて、留美子はより一太郎に怯えながらも、気にかけるうちに彼に惹かれていってしまう。

## 花園学園七不思議
花園学園全体に伝わるものではなく、高等部のみに伝わるものなので正確に言えば「花園学園高等部七不思議」であるが、作中では「花園学園七不思議」と表記される。
新聞部が定期的に発行している「花園TIMES」の特集記事である「プロジェクト7」によって取り上げられる事となる。
一、階段の怪談
- 部室棟の階段は十二段しかないはずが、時たま存在しないはずの十三段目が現れる。

今から五年前、当時の新聞部部長はその十三段目の階段に遭遇してしまい、恐ろしさから二階に位置する新聞部の部室に近づけないようになってしまった。それから新聞部は衰退の一路を辿るようになったという。
二、壁に浮き出る猫の影
- 映画研究部の部室の壁には、猫の形のしみがあり、消しても消してもすぐにまた浮き出てくる。

かつて、スプラッター映画を撮ろうとした部員が、実際に猫を殺したために祟られてしまったとされている。噂とは違い、部室には猫の形のしみなど存在していなかったため、単なる作り話だと思われていた。しかし最近になって、部室に本当に猫の形のしみが浮き出るようになり、猫の鳴き声を聞いた部員も多数出るようになったので、再び噂が信じられるようになった。
三、穴便所の怪
- 高等部の校庭にある穴便所のトイレに入ると出てこられなくなる。

体育の授業の時に、女子生徒がこのトイレに入っていくのを、見学していた別の生徒が目撃した。しかし女子生徒は授業が終わってもトイレから出てこなかった。気になった生徒は、外から女子生徒に呼びかけたが、女子生徒からの返事はなく、生徒は怖くて中に入って確かめることができなかったという。
四、ひとりで鳴るピアノ
- 誰もいないはずの真っ暗な音楽室から夜な夜なピアノ音が聞こえてくる。

多くの人物が実際にそのピアノの音を聞いている。演奏技術は大変稚拙なものだが、日が経つにつれ少しずつ上達しているという。
五、のろいの石碑
- 校門の傍の石碑に関わると、不幸がその身に降りかかる。

石碑の表には「飛びだすな、車は急に、止まれない」という交通安全標語が刻まれており、裏には交通事故死した花園学園初代理事長・花園ナツの命日が刻まれている。そのため、ナツの死を悼んで立てられたものだと大多数の人は思っているが、実際にはナツは生前から石碑を立てるよう希望していた。そのため一説では、ナツは生前から自分の死を予知していたのではないかとも言われている。その不思議な石碑には、蹴っ飛ばした生徒が怪我をした、撤去しようと提案した者が入院した、といった不吉な噂が流れている。
六、花園ナツのたたり
- 花園ナツの銅像の前を通ったカップルには、必ず別れが訪れる。

校門から校舎に向かう時に必ず通ることになる、花園ナツの銅像の前を通ったカップルは破局してしまうという噂。校内のカップルの間では恐れられており、その前を通る時は別々に歩くという風景が見られる。それはナツがかなり規則に厳しい人だったから、あるいは非常に嫉妬深い人だったからとも言われている。いずれにせよナツはかなりの変人であったという。
七、秘密の花園
- 花園学園で秘密の花園を見つけたカップルは永遠に結ばれる。

花園学園の敷地内には名称とは違って、花園と呼ばれる場所はない。実際にどこかに「秘密の花園」が存在するのか、あるいは何らかの謎解きになっているのか、長年明かされないままになっている。

## 登場人物
木谷留美子（きたに・るみこ）
通称ルン子で、ほとんどの人物からそう呼ばれている。
花園学園高等部一年生の女子生徒。春の終わりごろに新聞部に入部した。
背が高くて男顔なことがコンプレックスになっている。本当は少女趣味な装いに関心があるが、似合わないからとジーパンにトレーナーといったラフな格好をすることが多い。同様に、長髪も自分には似合わないからとショートヘアにしている。著者は本作を「悲鳴美少女一人称の小説」と称しているため、本人は自信過小だが顔立ちは悪くないらしい。イラストでは、リボンがサイドについたカチューシャをトレードマークにしている。
飯田真弓とは中等部の頃からの付き合いで、中等部では三年間同じクラスだった。自分とは正反対の可愛らしい容姿の飯田をうらやましく思っている。やや内気な性格で、飯田に引っ張られることが多い。
大のこわがりで、暗闇もおばけも犬も蛇もゴキブリも、この世のほとんどの物をこわがっているといっても過言ではない。どうしてこの世はこんなにこわいのかと憤って一人で興奮したり、すぐに泣きだしてしまったりといった挙動を面白がられることがある。
面食い気味で、新聞部入部当初は美形の川村武によくときめいていたが、後に犬神一太郎に惹かれるようになる。
犬神一太郎（いぬがみ・いちたろう）
通称百太郎で、地の文でもそう表記される。となりの百太郎と呼ばれることも。「お嬢さまシリーズ」と「帰ってきた女王様」にも登場し、そちらでは本名は表記されていない。
花園学園高等部二年生の男子生徒。新聞部副部長。
男性としてはやや長めの髪を後ろで一つに結んでいる。前髪も長く、まるで鬼太郎のように片目を隠している。一見するとおばけのような不気味な印象を与え、留美子には「髪の毛の一本一本までもが、スペシャルどんよりオーラにつつまれてる」とまで評されている。イラストでは、そばに人魂を浮かばせていることが多い。
前世でファンだったからと言って、自分が生まれる前に活躍したアイドルである天地真理のものまねを得意としている。天地真理が「となりの真理ちゃん」という番組に出演していたことと、自身の「となりの百太郎」というあだなをかけたものである。語尾を「～」と伸ばしたり、口で「しくしく」と言ったりと、妙に陽気なようで不気味なようでもある話し方をする。留美子からは「どんよりどよどよ」とその口調を例えられている。不気味な雰囲気のわりに人当たりは良く、留美子らに新聞の原稿の書き方を丁寧に教えたりと先輩らしく振る舞い、同級生らにも一目置かれている。
飯田真弓の兄と学齢も出身中学も同じであるのに、何故か卒業アルバムからも名簿からも存在が確認できないため、不気味なのは雰囲気だけではなく、本当に幽霊の類ではないかと留美子らに疑われる。
けっこうな長身で、平均より背が高めの川村武よりもやや高い。ただひょろひょろと背ばかり高いのではなく、すらりとした印象を与える。長い前髪やどんよりどよどよ式の話し方で隠されているが、よく見てみれば目鼻立ちの整ったかなりの美形である。実は口調などは素顔に気づかせないための演技によるもので、焦った時などには普通の話し方をする。それらは女性を遠ざけるための振る舞いであり、友人として接する分には問題ないようだが、恋愛対象として女性から見られることを何故かこわがっている。
飯田真弓（いいだ・まゆみ）
通称イーダで、地の文でもそう表記される。「帰ってきた女王様」にも登場する。
花園学園高等部一年生の女子生徒。留美子を強引に引きずり込むようにして、新聞部に入部した。保健委員。
小柄で色白で、可愛らしい顔立ちをしている。クルクルとした天然の巻き毛をいつもツインテールにしており、イラストではリボンをつけている。服装は少女趣味なロリータファッションが多い。「だってぇ」といったように、語尾に小文字をつけた間延びした独特の話し方をする。
中等部の頃からの付き合いである留美子の怖がりっぷりをよく知っており、面白がっている。留美子とは正反対に、怖いもの知らずでいつもマイペースにふるまっている。留美子からは「心臓に毛が生えている」と評されている。留美子と同じくけっこうな面食いである。
兄がおり、一太郎と同じ中学校の出身で、学齢も同じ。
川村武（かわむら・たけし）
「お嬢さまシリーズ」と「帰ってきた女王様」にも登場する。
花園学園高等部二年生の男子生徒。新聞部部長。
凛々しい顔立ちの二枚目で、留美子には「ういういしい若武者のよう」と評されている。長身。容貌にふさわしく、声もかっこいい。
廃部寸前の新聞部を盛りたてようと、常に気張って活動に励んでいる。熱血漢で、些細な事柄にも一人でよく盛り上がっている。周囲からは「青春ドラマしてる」と揶揄されることもある。正義感が強く不真面目な態度の者に対しては厳しい態度をとるが、生真面目すぎてジョークですらまともに受け止めてボケキャラのような役回りを演じることが多い。学園七不思議を調査中に呪いにかかったと信じ込んで倒れたりと、やや思い込みが激しい面もある。そういった性格から、からかい気味に絡まれることがあるが、やはり受け流せずに真っ向から反論しようとする。
幽霊部員である岩田や志村に対して、真面目に活動している者として反感を抱いており口論することが多い。特に岩田とは犬猿の仲だが、実は異性として岩田のことを意識している。部の下級生らを君付けで呼ぶ。
岩田（いわた）
お岩、あるいはお岩さんと呼ばれている。「帰ってきた女王様」にも登場し、そちらではフルネームが出ている。
花園学園高等部二年生の女子生徒。映画研究部部長で、新聞部の幽霊部員。
少々目元がキツめの美人で、ウェーブのかかった長い髪をしている。イラストで髪はトーンやベタのない明るい色で描かれている。映画研究部の部員たちを、新聞部に幽霊部員として在籍させ、新聞部の廃部や同好会への格下げを防いであげている。そのことを逆手に取って川村らに対して傲慢な態度を取るが、心から見下したり嫌っているわけではなく、実は川村のことを異性として意識している。花園アキと親交があるが、やはり彼女に対しても少々嫌味がかった物言いをする。後輩らに対しては優しい態度を取り、それが素のようであるが、同級生の知り合いたちに対しては、照れているのか好意を上手く出せずに攻撃的になりがちである。
花園学園七不思議を題材にした映画の製作活動をしている。七不思議のことをあくまでもフィクションとして扱っており、オカルト現象の実在については完全否定しているので、真剣に七不思議を信じ込んでいる様子の川村に呆れている。川村に対して親切な態度を取ることは厭っているが、留美子らを通して七不思議の真相究明のためのアドバイスを行ったりと新聞部の行動を気にかけている。
叔父がかつて花園学園新聞部に所属していた。ジルベールという名のコリーの犬を飼っている。
志村（しむら）
花園学園高等部二年生の男子生徒。映画研究部副部長で、新聞部の幽霊部員。「お嬢さまシリーズ」と「帰ってきた女王様」にも登場し、そちらではフルネームが出ている。
「映研のリバー・フェニックス君」を自称している。少々趣味の悪い、目立つ柄物のシャツをよく着用している。おどけてチンピラのような口調で、岩田と共に川村に絡むことが多いが、深刻に仲が悪いわけではなく、気が置けない仲だからこそ遠慮せずからかっている。何故か岩田と川村に対しては敬語を使う。マリー・ワントワネットという名の雑種犬を飼っている。
花園アキ（はなぞの・あき）
「お嬢さまシリーズ」と「帰ってきた女王様」にも登場する。
花園学園高等部二年生の女子生徒。文芸同好会会長。
少し乱れがちな長い髪を垂らしており、顔は不健康に青白く、留美子からは「まるで雪女」と評された。
花園学園の現・理事長である花園ナツの孫娘。生粋のお嬢さまであり、また文学を愛好する者であるという立場からか、どこか文学的な、尊大な印象を与える口調で話す。口論の際などには、理事長の孫であることを誇示して対抗しようとする。一人称は「わたくし」。
元々は部として存在していた文芸部が、部員の数が足りないために春から同好会に格下げされてしまったことを気に病んでいる。そのことを認めたくないためか「会員」ではなく「部員」、「会長」ではなく「部長」という言い回しをする。
文芸でスランプに陥ると、話しながらの息継ぎを忘れてしまうという体質の持ち主。そのため、スランプ中は話を途中で「……」と区切って息継ぎをして途切れ途切れに話すという、まるで今にも死にかけているかのような話し方をする。
花園学園七不思議のうち、いくつかの話に関わりがある。また、五番目の話の真相を探ろうとする新聞部たちの活動を何故か妨害しようとしている。
スランプのストレスを紛らわせるために、未成年でありながら喫煙者である。モンブランの万年筆を愛用している。

## 既刊
- 『いつでもこの世は大霊界!』 1991年4月 学研レモン文庫、ISBN 978-405105298-0（絶版）

## 関連作品
- 『帰ってきた女王様』 1992年 学研レモン文庫、ISBN 978-405106402-0（絶版） - 「花園学園シリーズ」の2作目。
- お嬢さまシリーズ